# 博氏隆背海鯰
博氏隆背海鯰（學名：Notarius bonillai）為輻鰭魚綱鯰形目海鯰科的其中一種，被IUCN列為瀕危保育類動物，分布於南美洲哥倫比亞Atrato及馬格達萊納河流域，體長可達80公分，棲息在水質混濁的溪流、河口區，屬肉食性，可作為食用魚。

## 擴展閱讀
維基物種上的相關：博氏隆背海鯰